# Élohim
Pour l’article homonyme, voir Elohim (homonymie).

Le nom Élohim, de l'hébreu אֱלֹהִים ('ēlohîm), est un terme qu'on traduit généralement par « Dieu » (au singulier ou au pluriel) dans la Torah (Bible hébraïque). Les voyelles du nom « élohim » (e-o-i) sont parfois attribuées au Tétragramme, « YHWH », dans le texte massorétique, moins souvent toutefois que celles du nom « Adonaï ». Dans la tradition juive, le choix du nom « Élohim » insiste sur l'idée de puissance de Dieu. 

## Usages
Élohim est une forme longue basée sur la racine 'ēl signifiant « Dieu » dans les langues sémitiques. Elle est à rapprocher de l'akkadien ilu, de l'araméen elah et de l'arabe ilāh. Grammaticalement, la forme « élohim » se termine par la marque du pluriel -îm. Dans plusieurs occurrences de la Bible, Élohim correspond effectivement à une forme plurielle pour désigner « des dieux ou ceux qui viennent du ciel ». Elle peut être précédée de l'article défini (« les dieux ») et être accompagnée d'un verbe ou d'un adjectif au pluriel. La forme Élohim peut aussi s'appliquer à un dieu individuel et pas uniquement lorsqu'il s'agit du Dieu d'Israël. Ainsi, le dieu Kemoch est l’élohim de Moab alors qu'Astarté est l’élohim des Sidoniens. Il est aussi employé pour désigner un être surnaturel, une forme de divinité mineure, telle qu'un « fantôme ».
La forme Élohim est cependant le plus souvent utilisée pour désigner le Dieu d'Israël, avec plus de 2 000 occurrences dans la Bible hébraïque. On lui adjoint souvent l'article défini, ha-élohim, c'est-à-dire « le [vrai] dieu ». Lorsqu'il est appliqué au dieu d'Israël, Élohim est généralement traité comme un nom singulier. Parfois, il est pourtant construit avec un verbe au pluriel, notamment dans l'expression élohim hayyim « dieu vivant ». L'usage de la forme plurielle pour désigner le dieu d'Israël est expliqué de différentes façons. Il peut s'agir d'une manière de marquer l'idée d'abstraction, de la même manière que zekunim, de zaken (« âgé »), désigne la vieillesse. Cet usage pourrait aussi marquer une forme de pluriel de majesté ou d'excellence ou une forme d'intensification et d'absolutisation, élohim étant alors le « dieu des dieux ». (Note supplémentaire) : Élohim est un terme plus largement employé que la seule désignation d'une divinité. Par exemple, elle est utilisée pour désigner des rois dans l'A.T (Ancien Testament), mais aussi des anges, ou bien des hommes à qui la parole de Dieu fut adressée.
Dans la Genèse, « Élohim » est plus fréquent que « YHWH » : 139 occurrences contre 118, 167 contre 143, si on compte les mots composés. Élohim préside en particulier à la création du monde. En revanche, dans les quatre autres livres de la Torah, « Élohim » est beaucoup moins fréquent. Selon une remarque du Sifra rapportée par Nahmanide, il est complètement absent du Lévitique.

## Problématiques du pluriel

### Linguistique
La terminaison en « -im » d'« Élohim » qui, en hébreu, s'applique à un nom pluriel, a fait l'objet de nombreuses interprétations.
Les traductions de la Septante, puis de la Vulgate, ont rendu par un nom singulier le nom original qui était pluriel. Ainsi Gn 1. 1 – « Au commencement, Élohim créa le ciel et la terre » – est-il traduit en latin par : « In principio creavit Deus [Dieu] cælum et terram ». Il y a eu modification de la source plurielle. La théologie traditionnelle considère en outre qu'il s'agit d'un « pluriel d'excellence » (« pluralis excellentiæ ») plutôt que d'un pluriel numérique. 
La pluralité se confirme à plusieurs endroits : Gn 1. 26 : « Élohim dit : faisons l'homme à notre image, à notre ressemblance… ». Si l'interprétation la plus fréquente dit que le « faisons » et le « notre » tient compte de ce qui suit, à savoir une humanité double, mâle et femelle, on ne peut oublier qu'El, au singulier, est aussi le nom d'une divinité ougaritique faisant partie d'une triade. Ou encore ici : Gn 3. 22 : « Élohim dit : Voici que l’homme est devenu comme l’un de nous… ». 
De nombreuses théories ont été avancées pour expliquer ce pluriel. La théologie traditionnelle affirme qu'elle ne peut grammaticalement pas venir de « ʾEl » (אֱל : forme au singulier du mot traduit par « Dieu ») ou de « ʾEloah » (forme utilisée en composition, à morphologie grammaticale féminine). Elle affirme que la forme serait donc le pluriel d'un nom qui n'existe pas au singulier, en dépit de l'usage attesté de ces singuliers dans la Bible même. Les textes originels de la Bible ont donc été adaptés pour soutenir le monothéisme.
Le dictionnaire hébreu-anglais Brown-Driver-Briggs signale le singulier « Ela », outre « El » et « Eloah » ou encore « Elyon », avec le commentaire suivant : « La question est compliquée et les conclusions incertaines. En effet, quoiqu'on associe traditionnellement chacun de ces mots à la racine « EL » (aleph, lamed), on n'est pas certain que ces mots aient un rapport avec elle ».
Selon l'hypothèse de la « primitivité », le sens d'« Élohim » serait : « fort en face de » et, plus tard, avec « Eloah » : « peur, objet de crainte, de révérence », mais aussi : « chef et seigneur », aperçu sémantique qui revient à la forme syntaxique intensive ou augmentative.
Élohim pourrait aussi être traduit par « le maître de toutes les forces », selon les cours du Rav Dynovisz.
L'interprétation lévinassienne de l'« expression de la pluralité des visages de Dieu » est souvent associée à l'observation que « panim », qui signifie en français « visage », est un pluriel sans singulier.
Dans la section Haazinou, avant-dernière du Deutéronome, on trouve la forme en 32:37 «"אֱלֹהֵ֑ימוֹ" Eloheimo », et non «"אֱלֹהָ֔יו" Elohayv » comme cela apparaît habituellement, « comme si Élohim était finalement singulier ».
Fabre d'Olivet, dans La langue hébraïque restituée, justifie ce pluriel par la traduction l'« Être des êtres » (littéralement : « Lui-eux-qui-Sont »).

### Théologiques
Les avis divergent cependant à cet égard, ainsi que les raisons de ce pluriel. 
- La théologie développée par certains courants évangéliques[7] et certains catholiques[8] justifie le pluriel d'Élohim par la Trinité[9] : Dieu est trois et Il est un, le Père, le Fils et le Saint-Esprit. Ainsi le justifie par exemple Abélard au XIIe siècle, dans sa Theologia summi boni[10].
- Thomas Römer, chaire du milieu biblique[11] au Collège de France, explique le pluriel à partir de la découverte d'une stèle archaïque représentant trois personnages : un grand, nommé El, et deux plus petits, ses attributs, Tsaddek (la justice) et Mispath (le droit, l'observance). Cette référence reste d'une portée très limitée.

- Il s'agit bien de l'expression d'un groupe de personnes distinctes puisque le pluriel de majesté n'explique pas la pluralité du terme Élohim, le pluriel de majesté n'étant qu'une invention récente en Europe. Cette invention des souverains et des hommes en général a transpiré dans la tradition des Juifs occidentaux qui baignaient dans la culture religieuse occidentale. Cette tradition en a été modifiée. En effet, le pluriel de majesté était attribué aux rois couronnés par l'Église (catholique essentiellement) et, donc, chaque souverain se réclamait de Dieu puisque l'Église l'avait fait roi. En conséquence, quand ce souverain prenait une décision, il disait « Nous avons décidé ceci… » pour dire en fait : « Moi, le roi, ainsi que Dieu, nous avons décidé ceci… » Cependant, même ce pluriel de majesté exprime une pluralité effective.

## Interprétations ufologiques ou ésotériques
Certains auteurs et nouveaux mouvements religieux voient dans le pluriel du terme Élohim le signe de la pluralité du divin ou de ses formes et en concluent l'existence d'êtres portant en eux une part de ce divin. C'est le cas de Jean Sendy dans plusieurs ouvrages, dont l'un a pour titre Ces dieux qui firent le ciel et la terre.(1969), de Brinsley Le Poer Trench dans Le Peuple du ciel (The Sky People) (1960), d'Erich von Däniken ou de Raël pour qui Élohim signifie « Ceux qui viennent d'en-haut ».

## Culture populaire
Michel Houellebecq, dans La Possibilité d'une île (Fayard 2005), fait de très nombreuses allusions à une secte Élohimiste, voyant le jour à notre époque, et se développant largement au point de donner naissance, dans deux millénaires, à une nouvelle civilisation dans laquelle les « élus » seraient des êtres clonés.

## Dans la fiction
- Dans le jeu vidéo The Talos Principle, un personnage du nom d'Élohim se fait passer comme créateur de la créature incarné par le joueur.

## Dans la littérature
Dans Les Poésies d'Isidore Ducasse, Dieu est systématiquement appelé Élohim.